# Soma (videohra)
Soma (stylizováno jako SOMA) je survival horor, který vyvinula a vydala společnost Frictional Games. Vyšla 22. září 2015 pro Microsoft Windows, OS X, Linux a PlayStation 4. Pro Xbox One vyšla 1. prosince 2017.

## Synopse
Soma se odehrává v podvodním výzkumném centru, které obsahuje stroje s lidskými vlastnostmi, jako je osobnost a vědomí. Hlavní hrdina Simon Jarrett se zde ocitne za záhadných okolností a vydává se objevovat jeho historii a zároveň se snaží pochopit své problémy a svoji budoucnost.

## Hratelnost
Hratelnost hry je postavena na konvencích zavedených v předchozích hororových titulech společnosti Frictional Games (zejména Amnesia: The Dark Descent), včetně důrazu na kradmé vyhýbání se hrozbám, řešení hádanek a vtažení do děje. V rozporu s touto tradicí však hra také upouští od správy inventáře, ve prospěch většího důrazu na příběh a vývoj postavy.

## Vydání a recenze
Vyšla 22. září 2015 pro Microsoft Windows, OS X, Linux a PlayStation 4. Pro Xbox One vyšla 1. prosince 2017.
Soma získala obecně příznivé recenze od kritiků, kteří chválili její příběh, témata, atmosféru, ozvučení a dabing. Kritizovali ale design nepřátel a samotné střetnutí s protivníky.
V březnu 2021 byla prodaná miliontá kopie pro PC.